# 石母田宗頼
石母田 宗頼（いしもだ むねより）は、安土桃山時代から江戸時代前期にかけての武将。仙台藩重臣。

## 生涯
天正12年（1584年）、朝倉氏旧臣・高能正親の二男として越前国に生まれる。
はじめ母方の浦山姓を称して浦山景綱と名乗り、北ノ庄城主・小早川秀秋に仕官したが、慶長4年（1599年）に秀秋が旧領の筑前名島城に復帰すると、小早川家を離れて伊達政宗に仕官し、伊達家重臣・石母田景頼の娘婿に迎えられる。慶長5年（1600年）の関ヶ原の戦いの際には白石城奪還作戦に参加している。
慶長6年（1601年）、景頼が桑折氏の番代となって石母田家を離れると、石母田家の家督を相続し、登米郡米谷城2,000石を継いだ。元和元年（1615年）には奉行職（他藩の家老に相当）に就任、大坂の陣の軍功により、翌元和2年（1616年）には4,000石に加増され胆沢郡水沢城主となり、寛永5年（1628年）には栗原郡岩ヶ崎城主となって5,400石まで加増されている。
寛永13年（1636年）に政宗が死去した際には殉死を願い出たが、将軍徳川家光の上意により差止められた。政宗の跡を継いだ第2代藩主・伊達忠宗の下でも引き続き奉行職を務め、寛永総検地後には6,500石にまで加増されている。
正保4年（1647年）5月26日死去。享年64。嫡男・定頼が家督を相続した。

## 系譜
- 父：高能正親
- 母：浦山秋元の娘

- 養父：石母田景頼

- 正室：円成院（石母田景頼の二女）
  - 女子 - 長女。遠藤康信室、のち宮内定清室
  - 女子 - 二女。伊達国隆室
  - 石母田定頼 - 長男
  - 千菊 - 三女。早世
  - 石母田百助 - 二男。早世

- 養子：女子 - 兄・長助の娘。中村康時室